# Secretaria General de Pesca
La Secretaria General de Pesca és una secretaria general espanyola depenent del Ministeri d'Agricultura, Pesca i Alimentació. Fou creada en 2012 en substitució de la Secretaria General del Mar, creada en 2010 per substituir la Secretaria General de Pesca Marítima.

## Funcions
D'acord amb el Reial decret 904/2018, s'encarrega de la planificació i execució de la política en matèria de pesca marítima en aigües exteriors i aqüicultura, d'ordenació bàsica del sector pesquer, la gestió i la coordinació dels fons comunitaris destinats a la pesca i aqüicultura, de bases de la comercialització i transformació dels productes pesquers, i la participació en la planificació de la política de recerca en matèria de pesca i aqüicultura. També li corresponen les relacions institucionals amb les organitzacions professionals i altres entitats representatives d'interès en el sector pesquer, sense perjudici de les competències de la Subsecretaria del Departament.
Així mateix, exercirà les funcions relatives als acords pesquers de la Unió Europea amb tercers països, les derivades de la participació del Regne d'Espanya, per si o en el si de la delegació de la Unió Europea, en organitzacions internacionals de pesca i la cooperació internacional en assumptes pesquers i aqüícoles en coordinació amb el Ministeri d'Afers Exteriors, Unió Europea i Cooperació d'Espanya. Li correspon, igualment, la determinació de la posició espanyola davant la Unió Europea en les matèries referides i la planificació, coordinació i gestió de la política marítima integrada (PMI).

## Estructura
De la Secretaria General depenen els següents òrgans:
- Direcció general de Recursos Pesquers.
- Direcció general d'Ordenació Pesquera i Aqüicultura.
- Subdirecció General de Gestió.
- Subdirecció General d'Afers Jurídics i Governament Pesquer Internacional.

El Secretari General de Pesca presidirà el Comitè Consultiu del Sector Pesquer i la Comissió Sectorial Pesquera.

## Llista de Secretaris generals
- Alicia Villauriz Iglesias (2018-)[2]
- Alberto Manuel López-Asenjo García (2017-2018)[3]
- Andrés Hermida Trastoy (2014-2017)[4]
- Carlos Domínguez Díaz (2012-2014)
- Alicia Villauriz Iglesias (2010-2011) (Secretari general del Mar)
- Juan Carlos Martín Fragueiro (2008-2010)[5]
- Juan Carlos Martín Fragueiro (2004-2008) (Secretari general de Pesca marítima)
- Carmen Fraga Estévez (2002-2004)
- Samuel Jesús Juárez Casado (1996-2002)
- José Loira Rúa (1987-1996)
- Miguel Oliver Massuti (1982-1987)